# Kent Ferguson
Kent Monroe Ferguson (Cedar Rapids, 9 marzo 1963) è un tuffatore statunitense, campione del mondo nel trampolino 3 metri ai Campionati mondiali di nuoto di Perth 1991. Dopo i ritiro dall'attività agonistica è divenuto modello per Tommy Hilfiger e Bloomingdale's. Nel 1996 la reivista People lo ha In 1996 nominato Most Beautiful People.

## Palmarès
- Campionati mondiali di nuoto

Perth 1991: oro nel trampolino 3 metri
- Giochi panamericani

L'Avana 1991: oro nel trampolino 3 metri;